# منطقة لتور
لتور رمزها «LA» (بالإنجليزية: Latur)‏ ، هو تقسيم إداري لدولة الهند تتبع ولاية ماهاراشترا (بالإنجليزية: Maharashtra)‏ ، مركزها هو مدينة لتور (بالإنجليزية: Latur)‏ عدد سكانها حسب تعداد سنة 2001 هو 2,078,237 ، مساحتها 7,157 كم² وكثافة السكان 290 لكل كم² .